# Metaphrixus intutus
Metaphrixus intutus là một loài chân đều trong họ Bopyridae. Loài này được Bruce miêu tả khoa học năm 1965.